# Сельменьга (верхний приток Ваги)
Сельменьга (Малая Сельменьга) — малая река в Вельском районе Архангельской области, левый приток Ваги. Длина — 18 км.

## Течение
Река берёт начало из болота на юге Вельского района, практически на границе с Вологодской областью. В верховьях река течет на север и северо-восток, а после впадения притоков Мостовицы и Пустыньги поворачивает на восток до впадения в реку Вагу. Ширина реки не превышает 10 метров. Примерно в 3,5 километрах от устья пересекает автодорогу М8.

## Данные водного реестра
- Бассейновый округ — Двинско-Печорский
- Речной бассейн — Северная Двина
- Речной подбассейн — Северная Двина ниже места слияния Вычегды и Малой Северной Двины
- Водохозяйственный участок — Вага

## Карты
- Лист карты P-38-109,110 Верховажье. Масштаб: 1 : 100 000. Указать дату выпуска/состояния местности.